# Файруза Балк
Файруза Балк (англ. Fairuza Balk; 21 травня 1974) — американська акторка.

## Біографія
Народилася 21 травня 1974 року в Пойнт-Рейс, округ Марін, штат Каліфорнія. Батько, Соломон Фелдхауз, був музикантом родом зі штату Айдахо, мати, Кетрін Балк, була танцівницею. Незабаром після народження батьки дівчинки розлучилися. Росла на північ від Сан-Франциско, на ранчо. Пізніше її мати знайшла роботу у Ванкувері, і саме там, у віці дев'яти років, Файруза вперше опинилася на телебаченні.
У 1985 році переїхала до Великої Британії де відвідувала Королівську академію балету, Агентство Рамона Бошама, Театральну школу Буш Девіс. В 11 років була обрана компанією Волта Діснея із 1200 дітей, для ролі Дороті у фільмі «Повернення в країну Оз». У 1988 році вирушила до Парижа де отримала роль у фільмі «Вальмон» (1989).
Повернувшись до Сполучених Штатів, зіграла в декількох фільмах, за роль у фільмі «Бензин, їжа, житло» (1992) здобула премію «Незалежний дух» як найкраща актриса. Також виконала ролі в таких фільмах, як «Чим зайнятися мерцю в Денвері» (1995), «Чаклунство» (1996), «Острів доктора Моро» (1996), «Американська історія Ікс» (1998).
Крім фільмів Файруза Балк брала участь у зйомках відеокліпів. Вона працювала з гуртом ZZ Top і виконала роль вампірши. З'явилася в кліпі Moby на пісню «Natural blues», у зйомках також взяла участь Крістіна Річчі.

## Фільмографія
| Рік       |    | Українська назва                      | Оригінальна назва                               | Роль                            |
| --------- | -- | ------------------------------------- | ----------------------------------------------- | ------------------------------- |
| 1983      | тф | Найкращий різдвяний вертеп усіх часів | The Best Christmas Pageant Ever                 | Бет Бредлі                      |
| 1985      | тф | Обмани                                | Deceptions                                      | Пенні Робертс                   |
| 1985      | ф  | Повернення в країну Оз                | Return to Oz                                    | Дороті                          |
| 1986      | ф  | Відкриття                             | Discovery                                       | Моллі                           |
| 1986      | тф | Найгірша відьма                       | The Worst Witch                                 | Мілдред Габбл                   |
| 1987      | тф | Бідна маленька багата дівчинка        | Poor Little Rich Girl: The Barbara Hutton Story | Барбара, 12 років               |
| 1988      | ф  |                                       | The Outside Chance of Maximilian Glick          | Селія Бржінські                 |
| 1989      | ф  | Вальмон                               | Valmont                                         | Сесіль                          |
| 1991      | тф | Смертельні наміри... Знову?           | Deadly Intentions... Again?                     | Стейсі                          |
| 1992      | ф  | Бензин, їжа, житло                    | Gas, Food Lodging                               | Шейді                           |
| 1992      | тф | Ганьба                                | Shame                                           | Ліззі Кертіс                    |
| 1992      | тф | Небезпечна любов                      | The Danger of Love: The Carolyn Warmus Story    | Ліза                            |
| 1993      | тф | Убивство в Хертленді                  | Murder in the Heartland                         | Керіл Фьюгейт                   |
| 1994      | ф  | Шляхетний аферист                     | Imaginary Crimes                                | Соння Вейлер                    |
| 1994      | ф  | Будка біля дороги                     | Tollbooth                                       | Доріс                           |
| 1994      | кф | ZZ Top: Breakaway                     | ZZ Top: Breakaway                               | вампірша                        |
| 1995      | тф | Тінь сумніву                          | Shadow of a Doubt                               | Ангел Гарвелл                   |
| 1995      | ф  | Чим зайнятися мерцю в Денвері         | Things to Do in Denver When You're Dead         | Люсінда                         |
| 1996      | ф  | Чаклунство                            | The Craft                                       | Ненсі Даунс                     |
| 1996      | ф  | Острів доктора Моро                   | The Island of Dr. Moreau                        | Айса                            |
| 1997      | ф  | Американська досконалість             | American Perfekt                                | Аліса Томас                     |
| 1997      | ф  | Правила гри                           | The Maker                                       | Белла Сотто                     |
| 1998      | ф  | У раю рибою не годують                | There's No Fish Food in Heaven                  | Мона                            |
| 1998      | ф  | Американська історія Ікс              | American History X                              | Стейсі                          |
| 1998      | ф  | Водоноша                              | The Waterboy                                    | Вікі Валленкоут                 |
| 1999—2000 | мс | Гріфіни                               | Family Guy                                      | Конні Д'Аміко                   |
| 2000      | ф  | Фатальні листи                        | Red Letters                                     | Гретхен Ван Бурен               |
| 2000      | ф  | Майже знамениті                       | Almost Famous                                   | Сапфір                          |
| 2002      | ф  | Персональне прискорення               | Personal Velocity: Three Portraits              | Паула                           |
| 2002      | ф  | Дика банда                            | Deuces Wild                                     | Енні                            |
| 2002      | вг | Grand Theft Auto: Vice City           | Grand Theft Auto: Vice City                     | Мерседес Кортес                 |
| 2003      | вг | Lords of EverQuest                    | Lords of EverQuest                              | Леді Т'Лак                      |
| 2003      | мс | Ліга Справедливості                   | Justice League                                  | Пенні Ді                        |
| 2005      | ф  | Що це?                                | What Is It?                                     | кричущі равлик / комаха / мавпа |
| 2005      | ф  | Заходьте без стуку                    | Don't Come Knocking                             | Ембер                           |
| 2005      | ф  | Рік і день                            | A Year and a Day                                | Лола                            |
| 2006      | ф  | Дикі тигри, яких я знав               | Wild Tigers I Have Known                        | мама Логана                     |
| 2006      | тф | Орфей                                 | Orpheus                                         | Карен                           |
| 2006      | с  | Майстри жахів                         | Masters of Horror                               | Стасія                          |
| 2008      | ф  | Округ Гумбольдта                      | Humboldt County                                 | Богарт                          |
| 2008      | ф  | Дорога Грайндстоун                    | Grindstone Road                                 | Ганна                           |
| 2009      | ф  | Поганий лейтенант                     | The Bad Lieutenant: Port of Call — New Orleans  | Гайді                           |
| 2010      | ф  | Лайновий рік                          | Shit Year                                       | голосове повідомлення           |
| 2013      | ф  | Доза реальності                       | Dose of Reality                                 | Роуз                            |
| 2015      | с  | Рей Донован                           | Ray Donovan                                     | Джинджер                        |
| 2015      | ф  |                                       | Battle Scars                                    | Ріфка                           |
| 2015      | ф  |                                       | August Falls                                    | Анна Еллісон                    |
| 2018      | ф  |                                       | Hell Is Where the Home Is                       | візитор                         |
| 2020      | ф  | Чаклунство: Спадок                    | The Craft: Legacy                               | Ненсі Даунз                     |